# Kjeld Nuis
Kjeld Nuis (Leiden, 10 november 1989) is een Nederlandse langebaanschaatser, gespecialiseerd in de korte en middellange afstanden (500, 1000 en 1500 meter).

## Biografie
Nuis begon met schaatsen bij de IJVL, hij schaatste enige tijd bij de gewestelijke selectie van Zuid-Holland en maakte in het seizoen 2008/2009 deel uit van Jong Oranje. Sinds seizoen 2009/2010 rijdt hij voor het team van coach Jac Orie (Lotto-Jumbo, voorheen BrandLoyalty en Control). In 2020 stapt Kjeld Nuis over naar Team Reggeborgh van coach Gerard van Velde.
Nuis behaalde z'n eerste grote succes tijdens de wereldbekerfinale van 2010 in Heerenveen, hij won een bronzen medaille op de 1500 meter.
In de aanloop naar de NK Afstanden 2011 werd Nuis als kanshebber gezien, maar hij moest zich afmelden vanwege een blessure aan een buikspier. Na een diskwalificatie op het NK Sprint plaatste hij zich via een skate-off voor het WK Sprint, waar hij vijfde werd. Op het WK Afstanden in Inzell behaalde hij verrassend de zilveren medaille op de 1000 meter, achter Shani Davis.
Het schaatsseizoen 2011/2012 was een prima seizoen voor Nuis, met verschillende podiumplaatsen tijdens wereldbekerwedstrijden op zowel de 1000 als de 1500 meter. Dit constante goede presteren leverde hem aan het einde van het seizoen de allereerste Grand World Cup op (voor het klassement over alle afstanden), en een tweede en een derde plaats in de Worldcup-eindklassementen van resp. de 1500 en de 1000 meter.
Tijdens de WK Afstanden in Heerenveen wist Nuis zijn tweede plaats van het jaar ervoor te prolongeren, ditmaal achter ploeggenoot Stefan Groothuis.
In het seizoen 2012/2013 veroverde Nuis voor 't eerst nationale titels, op de 1000 en 1500 meter. Op de 1000 meter won hij dat seizoen bovendien het eindklassement van de wereldbeker, terwijl hij in oktober 2013 zijn nationale afstandstitel prolongeerde. In december van dat jaar greep hij echter naast kwalificatie voor de Olympische Spelen van 2014, waardoor hij zijn 'grote droom' om daar goud te halen op de lange baan op moest schuiven.
Bij de NK Afstanden wist Nuis begin november 2014 voor de derde maal op rij de Nederlandse titel op de 1000 meter te veroveren. Op de 1500 meter werd hij vierde, maar bemachtigde hiermee wel een wereldbekerticket. Hij kende hierop een sterk seizoen op met name de 1000 meter: Nuis eindigde bij 6 van de 7 wereldbekerwedstrijden op het podium en won brons op het WK Afstanden in Thialf.
In het seizoen 2015/2016 werd Nuis Nederlands kampioen op de 1000 en 1500 meter. Op de WK Afstanden won Nuis zilver op de 1500 meter en brons op de 1000 meter. Op de WK Sprint won Nuis het zilver, het was zijn eerste podiumplaats op het WK Sprint. Nuis behaalde op de 1000 meter bij alle wereldbekerwedstrijden een podiumplaats, waardoor hij aan het einde van het seizoen de winnaar van het wereldbekerklassement op die afstand werd. Nuis behaalde in het klassement op de 1500 meter een tweede plaats en dankzij deze twee podiumplaatsen werd hij voor de tweede keer de eindwinnaar van de Grand World Cup.

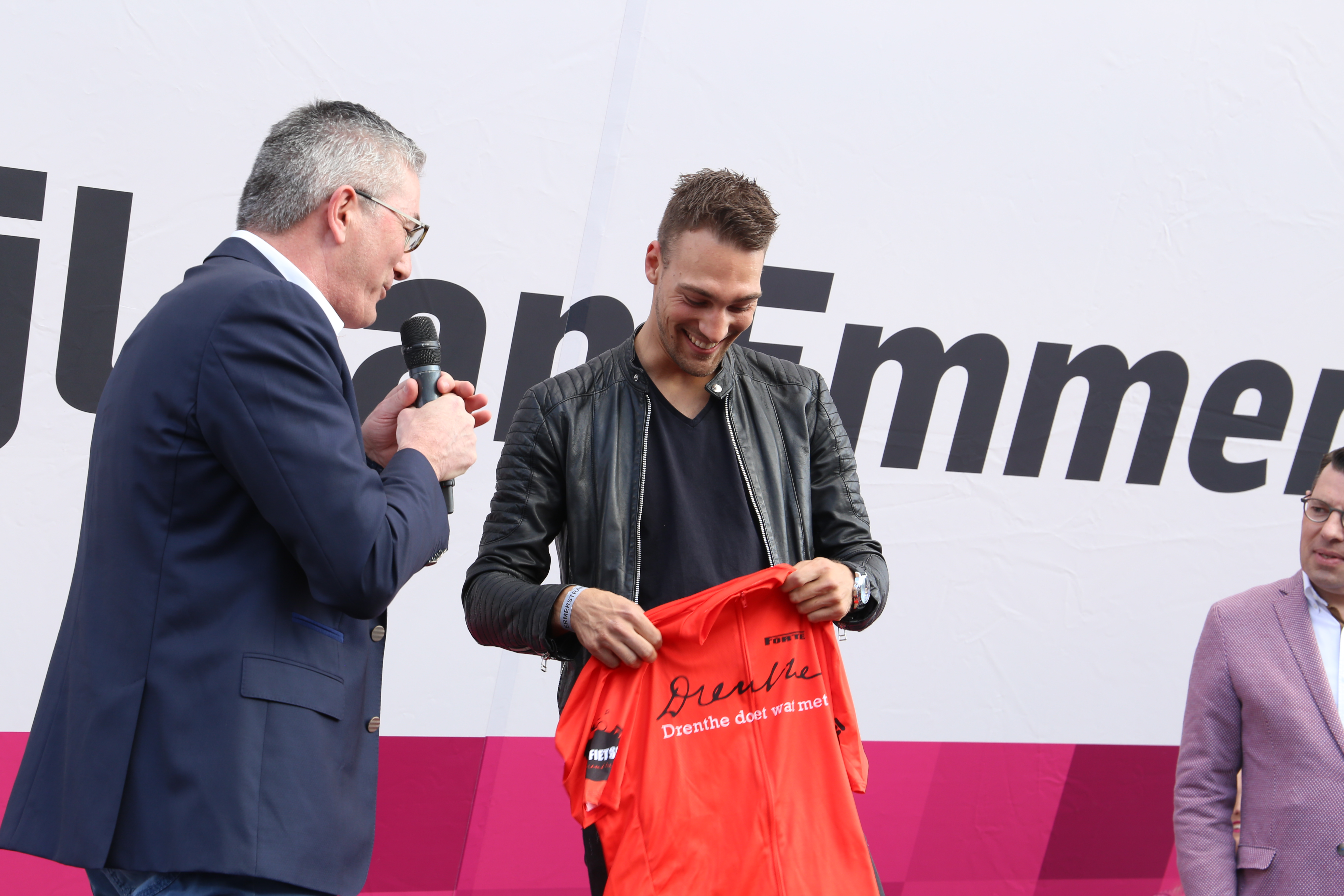
Nuis tijdens 4 Mijl van Emmen in 2017

Op 7 januari 2017 won Nuis zilver op het Europees Kampioenschap Sprint in Thialf. Hiermee plaatste hij zich rechtstreeks voor de Wereldkampioenschappen schaatsen in Pyeongchang. Daar won hij een maand later goud op zowel de 1000 meter als de 1500 meter. Een jaar later won hij in diezelfde stad het Olympisch goud op dezelfde afstanden.
Op 19 december 2018 werd Nuis uitgeroepen tot Nederlands Sportman van het Jaar 2018 op het NOC NSF Sportgala. Nog geen maand later kreeg hij een waarschuwing van de schaatsbond KNSB wegens wangedrag richting een scheidsrechter. Nuis was het oneens met zijn diskwalificatie tijdens het EK Sprint in Collalbo en was daarom verhaal gaan halen bij de scheidsrechter.
Bij de wereldbekerfinale in maart 2019 op de snelle baan van de Utah Olympic Oval in Salt Lake City verbeterde Nuis twee wereldrecords, op de 1000 en 1500 meter.
Nuis was samen met Lindsay van Zundert vlaggendrager tijdens de openingsceremonie van de Olympische Winterspelen 2022.
Half maart 2022 haalde Nuis het wereldrecord binnen van snelste schaatser door een snelheid van 103 km/u te halen op natuurijs in het Noorse Savalen. Een speciale wagen met een aeroshield eraan gekoppeld reed vlak voor hem om hem uit de wind te zetten. Bij een eerdere poging in 2018 haalde hij al een snelheid van 93 km/u in het Zweedse Luleå.
In juli 2022 deed Nuis mee aan het televisieprogramma Het Jachtseizoen van StukTV op SBS6, waarin hij samen met Ireen Wüst een duo vormde. Ze wisten hierin te ontsnappen.

## Persoonlijk
Van 2014 tot eind 2018 had Nuis een relatie met Miss Nederland 2011 Jill de Robles. Samen hebben ze een zoon (2017). Sinds 2019 heeft Nuis een relatie met langebaanschaatser Joy Beune.

## Records

### Persoonlijke records
| Afstand    | Tijd    | Datum            | Baan           |
| ---------- | ------- | ---------------- | -------------- |
| 500 meter  | 34,79   | 13 november 2015 | Calgary        |
| 1000 meter | 1.06,18 | 9 maart 2019     | Salt Lake City |
| 1500 meter | 1.40,17 | 10 maart 2019    | Salt Lake City |
| 3000 meter | 3.46,18 | 11 oktober 2014  | Inzell         |
| 5000 meter | 7.21,30 | 2 februari 2008  | Groningen      |

### Wereldrecords laaglandbaan (officieus)
| Nr. | Afstand    | Tijd    | Datum            | Baan       |
| --- | ---------- | ------- | ---------------- | ---------- |
| 1.  | 1000 meter | 1.08,25 | 2 november 2014  | Heerenveen |
| 2.  | 1000 meter | 1.07,64 | 29 december 2017 | Heerenveen |
| 2.  | 1500 meter | 1.43,00 | 8 maart 2020     | Heerenveen |

|  | = huidig wereldrecord laaglandbaan |

## Resultaten
| Seizoen   | NK Afstanden                   | NK Sprint              | EK Sprint            | WK Sprint             | WK Afstanden                                  | Olympische Spelen                             | Wereldbeker                            |
| --------- | ------------------------------ | ---------------------- | -------------------- | --------------------- | --------------------------------------------- | --------------------------------------------- | -------------------------------------- |
| 2009-2010 | 11e 1000 m 6e 1500 m           | 5e (11e, 4e, 4e, 4e)   |                      |                       |                                               |                                               | 51e 1000 m 10e 1500 m                  |
| 2010-2011 |                                | DQ (5e, DQ, 7e, -)     | 5e (8e, 5e, 17e, 4e) | 1000 m ·              |                                               | 19e 1000 m 20e 1500 m                         |                                        |
| 2011-2012 | 7e 500 m · 1000 m · 1500 m     | 23e · (24e, , 8e, 7e)  |                      | 1000 m · 8e 1500 m    | 1000 m · 1500 m · Grand World Cup             |                                               |                                        |
| 2012-2013 | 5e 500 m · 1000 m · 1500 m     | 6e · (6e, 7e, , 7e)    |                      | 4e 1000 m 10e 1500 m  | 20e 500 m · 1000 m · 11e 1500 m               |                                               |                                        |
| 2013-2014 | 5e 500 m · 1000 m · 1500 m     | · (6e, , 4e, )         | 6e · (18e, , 8e, 4e) |                       |                                               | 39e 500 m · 1000 m · 10e 1500 m               |                                        |
| 2014-2015 | 11e 500 m · 1000 m · 4e 1500 m | 4e · (9e, , 10e, )     |                      | 1000 m · 9e 1500 m    |                                               | 1000 m · 1500 m                               |                                        |
| 2015-2016 | 1000 m · 1500 m                |                        | · (14e, , 16e, )     | 1000 m · 1500 m       | 27e 500 m · 1000 m · 1500 m · Grand World Cup |                                               |                                        |
| 2016-2017 | 4e 500 m · 1000 m · 1500 m     |                        | · (9e, , 7e, )       | · (18e, , 16e, )      | 1000 m · 1500 m                               | 40e 500 m · 1000 m · 1500 m · Grand World Cup |                                        |
| 2017-2018 | 7e 500 m · 1000 m · 6e 1500 m  |                        |                      | · (12e, , 14e, )      |                                               | 1000 m · 1500 m                               | 35e 500 m · 1000 m · 15e 1500 m        |
| 2018-2019 | 4e 500 m · 1000 m · 1500 m     |                        | DQ · ( , DQ, 4e, -)  | · (9e, , 7e, )        | 1000 m · 5e 1500 m                            |                                               | 37e 500m · 1000m · 1500m · Team sprint |
| 2019-2020 |                                |                        |                      | 7e · (15e, 4e, 12e, ) | 1000 m · 1500 m                               | 4e 1000m · 1500m · Team sprint                |                                        |
| 2020-2021 | NS2 500m · 1000m               | DQ · (DQ, , 7e, -)     |                      |                       | 1500m                                         | 1500m                                         |                                        |
| 2021-2022 | NS2 500 m · 4e 1000 m · 1500 m | DNF (DNF, -, -, -)     |                      |                       |                                               | 1500 m                                        | 1000m · 1500m                          |
| 2022-2023 | 1000m · 1500m                  | 5e · (9e, , 7e, )      |                      |                       | 4e 1000m · 1500m                              |                                               | 21e 1000m · 1500m                      |
| 2023-2024 | 1000m · 1500m                  | · (7e, , 7e, )         |                      | 4e · (9e, , 17e, )    | 1000m · 1500m                                 | 9e 1000m 17e 1500m                            |                                        |
| 2024-2025 | 1000m · 1500m                  | 17e (11e, 4e, 19e, 5e) |                      |                       | 7e 1000m 6e 1500m                             | 4e 1000m 5e 1500m                             |                                        |

### Wereldbekerwedstrijden[10]
| Seizoen   | 500 m                                                | 1000 m                    | 1500 m                 |
| --------- | ---------------------------------------------------- | ------------------------- | ---------------------- |
| 2009/2010 |                                                      | -, -, -, 7e(b), -, -      | -, -, 1e(b), 13e, 19e, |
| 2010/2011 |                                                      | -, -, -, -, 1e(b), 5e     | -, -, -, 9e, 1e(b), -  |
| 2011/2012 |                                                      | , , Dq, 8e, ,             | 4e, 5e, , 7e, ,        |
| 2012/2013 | 15e, 8e, -, - , 14e, 18e, 2e(b), -, 14e, 14e, 12e, - | , 5e, , 4e, 4e, , 4e, 9e, | 9e, 8e, -, -, -, 4e    |
| 2013/2014 | 20e, 17e, 18e, -, -, -, -, -, -, -, -, -             | , , -, -, 7e,             | , 7e, -, -, 6e, 10e    |
| 2014/2015 |                                                      | , , 12e, ,                | , , 8e, 5e, , 6e       |
| 2015/2016 | 13e, -, -, 6e(b), - 3e(b), -, -, -, 2e(b)            | ,                         | 4e, , , 5e             |
| 2016/2017 | -, 1e(b), Dq, -, -, -                                | , , -, , , -,             | 1e(b), , -, ,          |
| 2017/2018 | -, -, -, -, -, -, -, 1e(b), -, -, -                  | 7e, 4e, , -, ,            | -, 7e, , -, -, -       |
| 2018/2019 | 13e, -, 1e(b), -, -, -, -, -, -, -, -                | , , -, ,                  | , , -,                 |
| 2019/2020 |                                                      | , , -, , 5e               | , , -,                 |
| 2020/2021 |                                                      |                           | ,                      |
| 2021/2022 |                                                      | , , -,                    | 6e, 7e, 11e, -,        |
| 2022/2023 |                                                      | -, 7e, -, 1e(b)           | -, ,                   |

- = geen deelname
(b) = B-divisie

### Medaillespiegel
| Kampioenschap         | Goud · | Zilver · | Brons · |
| --------------------- | ------ | -------- | ------- |
| NK Afstanden          | 8      | 4        | 2       |
| NK Sprint klassement  | 2      | 0        | 1       |
| NK Sprint afstanden   | 3      | 3        | 2       |
| WK Sprint klassement  | 0      | 2        | 2       |
| WK Sprint afstanden   | 0      | 0        | 1       |
| WK Afstanden          | 4      | 7        | 4       |
| Olympische Spelen     | 3      | 0        | 0       |
| EK Sprint             | 0      | 1        | 0       |
| EK Afstanden          | 2      | 2        | 0       |
| Wereldbeker 1000 m    | 9      | 12       | 8       |
| Wereldbeker 1500 m    | 4      | 6        | 5       |
| Wereldbekerklassement | 13     | 4        | 4       |

1976: Peter Mueller ·
1980: Eric Heiden ·
1984: Gaétan Boucher ·
1988: Nikolaj Goeljajev ·
1992: Olaf Zinke ·
1994: Dan Jansen ·
1998: Ids Postma ·
2002: Gerard van Velde ·
2006: Shani Davis ·
2010: Shani Davis ·
2014: Stefan Groothuis ·
2018: Kjeld Nuis ·
2022: Thomas Krol
1924: Clas Thunberg ·
1928: Clas Thunberg ·
1932: Jack Shea ·
1936: Charles Mathiesen ·
1948: Sverre Farstad ·
1952: Hjalmar Andersen ·
1956: Jevgeni Grisjin/Joeri Michajlov ·
1960: Jevgeni Grisjin/Roald Aas ·
1964: Ants Antson ·
1968: Kees Verkerk ·
1972: Ard Schenk ·
1976: Jan Egil Storholt ·
1980: Eric Heiden ·
1984: Gaétan Boucher ·
1988: André Hoffmann ·
1992: Johann Olav Koss ·
1994: Johann Olav Koss ·
1998: Ådne Søndrål ·
2002: Derek Parra ·
2006: Enrico Fabris ·
2010: Mark Tuitert ·
2014: Zbigniew Bródka ·
2018: Kjeld Nuis ·
2022: Kjeld Nuis
Team Reggeborgh
Jenning de Boo · Marcel Bosker · Janno Botman · Wesly Dijs · Marrit Fledderus · Louis Hollaar · Femke Kok · Kjeld Nuis · Hein Otterspeer · Tim Prins · Antoinette Rijpma-de Jong · Patrick Roest · Mats Siemons · Remo Slotegraaf · Stefan Westenbroek
Coaches: Gerard van Velde · Dennis van der Gun · Robin Derks